# WASP-64
WASP-64 — одиночная звезда в созвездии Большого Пса на расстоянии приблизительно 1220 световых лет (около 374 парсек) от Солнца. Видимая звёздная величина звезды — +12,29m. Возраст звезды оценивается как около 1,2 млрд лет.
Вокруг звезды обращается, как минимум, одна планета.

## Характеристики
WASP-64 — жёлтый карлик спектрального класса G7. Масса — около 1,004 солнечной, радиус — около 1,13 солнечного, светимость — около 1,041 солнечной. Эффективная температура — около 5581 К.

## Планетная система
В 2011 году группой астрономов проекта SuperWASP у звезды обнаружена планета WASP-64 b.